# Wapen van Schaarbeek

Het wapen van Schaarbeek

Het wapen van Schaarbeek is nooit officieel aan de Brusselse gemeente Schaarbeek toegekend. Het wapen is in 1972 door de gemeente aangenomen en wordt als sprekend wapen gebruikt.

## Blazoenering
De blazoenering van het wapen luidt als volgt:
De sinople à la bande ondée accostée de deux fleurs de cerisier, le tout d'argent.
Van sinopel een gegolfde schuinbalk geflankeerd door twee kersenbloesems, alles van zilver.
Het wapen is groen van kleur met daarop een golvende band die van heraldisch rechtsboven naar linksonder gaat. Aan weerszijden van deze schuinbalk zijn twee kersenbloesems geplaatst. De balk en de bloesems zijn alle drie zilver van kleur.

## Geschiedenis
Schaarbeek werd op 1 januari 1800 een zelfstandige gemeente en ontstond na een afscheiding van de gemeente Sint-Stevens-Woluwe. In 1916 werd een eerste poging gedaan om tot een wapen te komen. Het bleef bij een poging. In 1972 nam de gemeenteraad het besluit om opnieuw een wapen samen te stellen. In het besluit stond eveneens dat het wapen een sprekend wapen moest zijn: de naam van de beek moest uit het wapen blijken. Het wapen toont de Maalbeek die door de gemeente stroomt. De bloesems slaan op de boomgaarden die in de gemeente stonden.
In het begin van de 20e eeuw werden de kleuren groen en wit als de gemeentelijke kleuren aangenomen. Omdat bij een stemming in 1985 geen unanimiteit verkregen werd, werd besloten om advies in te winnen bij het Algemeen Rijksarchief. In de tussentijd werd ook toestemming van de Raad voor de heraldiek verkregen. In 1986 werd het ontwerp door de gemeenteraad aangenomen als het nieuwe wapen. Het werd in 1987 voorgelegd om per Koninklijk Besluit toegekend te worden, maar door politieke omstandigheden is dat nooit gebeurd.